# 人生のパイセンTV
『おバカな大人マジリスペクト! 人生のパイセンTV』（おバカなおとなマジリスペクト! じんせいのパイセンティーヴィー）は、フジテレビ系列で2015年10月18日から2017年3月20日まで放送されていたバラエティ番組である。過去2回特番として放送された。

## 概要
自身の生き方を貫いて人生を謳歌している人生のパイセン（先輩）から、人生を楽しむためのコツを学ぶバラエティ番組。
2015年1月5日、3月28日の単発放送を経て、同年10月18日よりレギュラー放送が開始。
2014年10月19日に放送開始した前番組の『ヨルタモリ』が1年間の契約であったため、2015年9月20日の番組終了後、『ウタフクヤマ』の単発放送を挟んで開始された。
台本がなくカンペもあまり出ないため若林は「自由に話せる」と発言している。
2016年1月31日放送回をもってベッキーが休養のため、欠席。翌週の2月7日放送回から春日がベッキーの代役として出演。これにより2月放送回から、コンビで番組を進行。
2016年4月3日より、日曜23:15 - 翌0:30に『スポーツLIFE HERO'S』を放送するため、当番組は同月18日未明（17日深夜）放送時間を75分繰り下げ、月曜0:30 - 1:00（日曜深夜）での放送となり、ローカルセールス枠に降格となる。
なお、同年4月20日（水曜日）22:00 - 23:24に、全国放送及びゴールデンタイム・プライムタイムで本番組のスペシャル（レギュラー化後は初）が放送された（テレビ宮崎および枠移動によるローカルセールス枠に転換に伴って同時ネットから外れた局でも、ゴールデンタイム・プライムタイムでの放送のため、臨時に同時ネット）。
2017年3月20日に終了した。後番組は金曜深夜に放送されていた『Love music』が当枠へ移動。
本番組終了後、司会の若林は2017年4月より火曜20時台の『潜在能力テスト』の司会を担当している。

## 出演
MC
- 若林正恭（オードリー）
- ベッキー - 2016年1月31日放送回をもって休業のため欠席。2017年3月13日の放送から復帰[6]。

代理MC
- 春日俊彰（オードリー） - 2016年2月7日の放送から、ベッキーの代理として出演。
  - 番組内クレジットは「春日きんにくん」。特番時代、2015年12月6日にもパイセンリポーターとして出演。

パイセンナビゲーター
- mirei - 2016年8月22日より出演

スタジオゲスト
休養に入ったベッキーに代わり春日が出演しているが、加えてもう一名女性タレントが2016年2月21日放送分より出演している。
- 2月21日 - 若槻千夏
- 2月28日 - 平愛梨
- 3月6日はゲストなし（春日のみ）
- 3月13日 - 河北麻友子
- 3月20日 - 鈴木奈々

過去の出演者
- 夢眠ねむ（でんぱ組.inc）：特番時代にナビゲーターとして出演。
- すざおたかひろ - 特番時代にチャラすぎる市議会議員（当時）パイセンとして出演し話題となった。レギュラー放送第1回目に特番放送後の密着VTRが放送され、市議会議員を辞職して当番組きっかけでタレントへ転身したことを発表、番組終盤でナビゲーター就任を発表した。その後2016年8月15日放送分まで出演

## ネット局と放送時間

### レギュラー版2016年3月まで
| 放送対象地域   | 放送局                    | 系列                                         | 放送曜日・放送時間                | ネット     |
| -------------- | ------------------------- | -------------------------------------------- | --------------------------------- | ---------- |
| 関東広域圏     | フジテレビ（CX）          | フジテレビ系列                               | 日曜日 23:15 - 23:45              | 同時ネット |
| 北海道         | 北海道文化放送（uhb）     | フジテレビ系列                               | 日曜日 23:15 - 23:45              | 同時ネット |
| 岩手県         | 岩手めんこいテレビ（mit） | フジテレビ系列                               | 日曜日 23:15 - 23:45              | 同時ネット |
| 宮城県         | 仙台放送（OX）            | フジテレビ系列                               | 日曜日 23:15 - 23:45              | 同時ネット |
| 秋田県         | 秋田テレビ（AKT）         | フジテレビ系列                               | 日曜日 23:15 - 23:45              | 同時ネット |
| 山形県         | さくらんぼテレビ（SAY）   | フジテレビ系列                               | 日曜日 23:15 - 23:45              | 同時ネット |
| 福島県         | 福島テレビ（FTV）         | フジテレビ系列                               | 日曜日 23:15 - 23:45              | 同時ネット |
| 新潟県         | 新潟総合テレビ（NST）     | フジテレビ系列                               | 日曜日 23:15 - 23:45              | 同時ネット |
| 長野県         | 長野放送（NBS）           | フジテレビ系列                               | 日曜日 23:15 - 23:45              | 同時ネット |
| 静岡県         | テレビ静岡（SUT）         | フジテレビ系列                               | 日曜日 23:15 - 23:45              | 同時ネット |
| 富山県         | 富山テレビ（BBT）         | フジテレビ系列                               | 日曜日 23:15 - 23:45              | 同時ネット |
| 石川県         | 石川テレビ（ITC）         | フジテレビ系列                               | 日曜日 23:15 - 23:45              | 同時ネット |
| 福井県         | 福井テレビ（FTB）         | フジテレビ系列                               | 日曜日 23:15 - 23:45              | 同時ネット |
| 中京広域圏     | 東海テレビ（THK）         | フジテレビ系列                               | 日曜日 23:15 - 23:45              | 同時ネット |
| 近畿広域圏     | 関西テレビ（KTV）         | フジテレビ系列                               | 日曜日 23:15 - 23:45              | 同時ネット |
| 島根県・鳥取県 | 山陰中央テレビ（TSK）     | フジテレビ系列                               | 日曜日 23:15 - 23:45              | 同時ネット |
| 岡山県・香川県 | 岡山放送（OHK）           | フジテレビ系列                               | 日曜日 23:15 - 23:45              | 同時ネット |
| 広島県         | テレビ新広島（TSS）       | フジテレビ系列                               | 日曜日 23:15 - 23:45              | 同時ネット |
| 愛媛県         | テレビ愛媛（EBC）         | フジテレビ系列                               | 日曜日 23:15 - 23:45              | 同時ネット |
| 高知県         | 高知さんさんテレビ（KSS） | フジテレビ系列                               | 日曜日 23:15 - 23:45              | 同時ネット |
| 福岡県         | テレビ西日本（TNC）       | フジテレビ系列                               | 日曜日 23:15 - 23:45              | 同時ネット |
| 佐賀県         | サガテレビ（SAGA TV）     | フジテレビ系列                               | 日曜日 23:15 - 23:45              | 同時ネット |
| 長崎県         | テレビ長崎（KTN）         | フジテレビ系列                               | 日曜日 23:15 - 23:45              | 同時ネット |
| 熊本県         | テレビくまもと（TKU）     | フジテレビ系列                               | 日曜日 23:15 - 23:45              | 同時ネット |
| 鹿児島県       | 鹿児島テレビ（KTS）       | フジテレビ系列                               | 日曜日 23:15 - 23:45              | 同時ネット |
| 沖縄県         | 沖縄テレビ（OTV）         | フジテレビ系列                               | 日曜日 23:15 - 23:45              | 同時ネット |
| 宮崎県         | テレビ宮崎（UMK）         | フジテレビ系列 日本テレビ系列 テレビ朝日系列 | 土曜日 1:27 - 1:57 （金曜日深夜） | 遅れネット |
| 山口県         | テレビ山口（TYS）         | TBS系列                                      | 火曜日 0:53 - 1:23 （月曜日深夜） | 遅れネット |

### レギュラー版2016年4月から
- 前番組『魁!音楽の時間』と同様に、あくまで全編ローカルセールス枠のため、フジテレビ以外の通常時同時ネット局でも、局の編成の都合により、（主にフジテレビ以外の同時ネット局の放送地域内で府道県知事選や府道県議会議員選挙が行われ、それの開票特別番組が編成される時など）臨時に非ネット（つまりその週の分の放送を臨時にネット返上）もしくは遅れネットとすることがあった。

| 放送対象地域   | 放送局                    | 系列                                         | 放送曜日・放送時間                | ネット     |
| -------------- | ------------------------- | -------------------------------------------- | --------------------------------- | ---------- |
| 関東広域圏     | フジテレビ（CX）          | フジテレビ系列                               | 月曜日 0:30 - 1:00 （日曜日深夜） | 制作局     |
| 岩手県         | 岩手めんこいテレビ（mit） | フジテレビ系列                               | 月曜日 0:30 - 1:00 （日曜日深夜） | 同時ネット |
| 宮城県         | 仙台放送（OX）            | フジテレビ系列                               | 月曜日 0:30 - 1:00 （日曜日深夜） | 同時ネット |
| 秋田県         | 秋田テレビ（AKT）         | フジテレビ系列                               | 月曜日 0:30 - 1:00 （日曜日深夜） | 同時ネット |
| 山形県         | さくらんぼテレビ（SAY）   | フジテレビ系列                               | 月曜日 0:30 - 1:00 （日曜日深夜） | 同時ネット |
| 福島県         | 福島テレビ（FTV）         | フジテレビ系列                               | 月曜日 0:30 - 1:00 （日曜日深夜） | 同時ネット |
| 新潟県         | 新潟総合テレビ（NST）     | フジテレビ系列                               | 月曜日 0:30 - 1:00 （日曜日深夜） | 同時ネット |
| 長野県         | 長野放送（NBS）           | フジテレビ系列                               | 月曜日 0:30 - 1:00 （日曜日深夜） | 同時ネット |
| 静岡県         | テレビ静岡（SUT）         | フジテレビ系列                               | 月曜日 0:30 - 1:00 （日曜日深夜） | 同時ネット |
| 富山県         | 富山テレビ（BBT）         | フジテレビ系列                               | 月曜日 0:30 - 1:00 （日曜日深夜） | 同時ネット |
| 石川県         | 石川テレビ（ITC）         | フジテレビ系列                               | 月曜日 0:30 - 1:00 （日曜日深夜） | 同時ネット |
| 福井県         | 福井テレビ（FTB）         | フジテレビ系列                               | 月曜日 0:30 - 1:00 （日曜日深夜） | 同時ネット |
| 島根県・鳥取県 | 山陰中央テレビ（TSK）     | フジテレビ系列                               | 月曜日 0:30 - 1:00 （日曜日深夜） | 同時ネット |
| 岡山県・香川県 | 岡山放送（OHK）           | フジテレビ系列                               | 月曜日 0:30 - 1:00 （日曜日深夜） | 同時ネット |
| 広島県         | テレビ新広島（TSS）       | フジテレビ系列                               | 月曜日 0:30 - 1:00 （日曜日深夜） | 同時ネット |
| 愛媛県         | テレビ愛媛（EBC）         | フジテレビ系列                               | 月曜日 0:30 - 1:00 （日曜日深夜） | 同時ネット |
| 高知県         | 高知さんさんテレビ（KSS） | フジテレビ系列                               | 月曜日 0:30 - 1:00 （日曜日深夜） | 同時ネット |
| 福岡県         | テレビ西日本（TNC）       | フジテレビ系列                               | 月曜日 0:30 - 1:00 （日曜日深夜） | 同時ネット |
| 佐賀県         | サガテレビ（STS）         | フジテレビ系列                               | 月曜日 0:30 - 1:00 （日曜日深夜） | 同時ネット |
| 長崎県         | テレビ長崎（KTN）         | フジテレビ系列                               | 月曜日 0:30 - 1:00 （日曜日深夜） | 同時ネット |
| 熊本県         | テレビくまもと（TKU）     | フジテレビ系列                               | 月曜日 0:30 - 1:00 （日曜日深夜） | 同時ネット |
| 鹿児島県       | 鹿児島テレビ（KTS）       | フジテレビ系列                               | 月曜日 0:30 - 1:00 （日曜日深夜） | 同時ネット |
| 中京広域圏     | 東海テレビ（THK）         | フジテレビ系列                               | 月曜日 0:40 - 1:10 （日曜日深夜） | 10分遅れ   |
| 近畿広域圏     | 関西テレビ（KTV）         | フジテレビ系列                               | 金曜日 1:25 - 1:55 （木曜日深夜） | 遅れネット |
| 北海道         | 北海道文化放送（uhb）     | フジテレビ系列                               | 木曜日 0:55 - 1:25 （水曜日深夜） | 遅れネット |
| 沖縄県         | 沖縄テレビ（OTV）         | フジテレビ系列                               | 日曜日 1:20 - 1:50 （土曜日深夜） | 遅れネット |
| 宮崎県         | テレビ宮崎（UMK）         | フジテレビ系列 日本テレビ系列 テレビ朝日系列 | 月曜日 0:55 - 1:25 （日曜日深夜） | 遅れネット |
| 山口県         | テレビ山口（TYS）         | TBS系列                                      | 火曜日 0:58 - 1:28 （月曜日深夜） | 遅れネット |

## 主なスタッフ

### レギュラー
- ナレーション：立木文彦、堀場亮佑
- ブレーン：酒井健作、興津豪乃（興津→途中から）、かわのけいすけ、大井達朗、向山佳綱
- TP：児玉洋
- SW：岩田一己
- CAM：伊郷憲二
- VE：山下悠介
- MIX：小清水健治
- LD：八木原伸治
- 美術プロデューサー：豊田亮介
- 美術進行：椛田学
- デザイン：安部彩
- 大道具：大川原祐也
- 大道具操作：宮路博貴
- アクリル装飾：谷口航平
- 装飾：百瀬貴弥
- 電飾：後藤佑介、熊田裕衣子
- メイク：大友麻衣子
- CG：木本禎子、平山智則
- 音響効果：斉藤信之
- 編集：山家良平、佐藤瞳、藤本麻衣子、深澤義輝
- MA：山岸慎一郎、小林由愛子
- 技術協力：ニユーテレス、fmt、IMAGICA、東京オフラインセンター
- 美術協力：フジアール
- リサーチ：リベラス、フォーミュレーション
- TK：海老澤廉子
- デスク：吉岡沙織、関彩夏
- 広報：高橋慶哉
- Web制作：星野佑美、中山直人
- 制作協力：BEE BRAIN
- 制作進行：笹崎明奈
- AP：河合ちはる
- 制作プロデューサー：上妻奈央
- ディレクター：飛田竜平、中嶋亮介、加藤昌之、松尾亮勲、新井孝輔、内田光、塩澤駿介（塩澤→以前はFD）、大野和幸
- 演出：萩原啓太
- プロデューサー：木月洋介、神崎素子（神崎→途中から）
- チーフプロデューサー：中嶋優一
- 制作：フジテレビバラエティ制作センター
- 制作著作：フジテレビ

### 過去のスタッフ
- TD：高瀬義美
- 美術プロデューサー：平岡慶大
- ディレクター：飯田美沙紀